# AOC Margaux
Margaux es una denominación de origen de la región vinícola de Burdeos. Se trata de tintos que se elaboran en el territorio de las comunas de Arsac, Cantenac, Labarde, Margaux y Soussans. Los vinos de esta denominación provienen de un ensamblaje con las variedades cabernet sauvignon, cabernet franc, carménère, merlot, malbec y petit verdot.
Los vinos deben elaborarse con mosto que contenga un mínimo antes de todo enriquecimiento o concentración, de 178 gramos de azúcar natural por litro y presentar, después de la fermentación, una graduación alcohólica mínima de 10,5°.
El límite de rendimiento por hectárea de viñedo será de 45 hectolitros. La producción media anual es de 78.000 hectolitros, y la superficie declarada la de 1.410 hectáreas.